# Groupe progressiste du Sénat
Le Groupe progressiste du Sénat (abrégé en GPS; en anglais : Progressive Senate Group, abrégé en PSG) est un groupe parlementaire siégeant au Sénat du Canada,. Il a été formé le 14 novembre 2019 à partir du caucus libéral du Sénat, aujourd'hui disparu, qui devait perdre le statut de parti officiel en janvier 2020 lorsque le sénateur Joseph Day devrait quitter le Sénat en raison d'une retraite obligatoire.
En mai 2020, sous la direction de la leader Jane Cordy (en) le caucus a regagné son statut de groupe officiel au sein du Sénat avec l’addition des sénateurs Patricia Bovey (en), Peter Harder (en) et Pierre Dalphond.

## Histoire
Face à l'extinction, le 14 novembre 2019, le sénateur Joseph Day a annoncé lors d'une conférence de presse que le caucus libéral du Sénat avait été officiellement dissous, son effectif actuel de neuf membres formant un tout nouveau groupe parlementaire non partisan au sein du Groupe progressiste du Sénat, avec l'espoir que le nouveau groupe pourrait attirer des sénateurs supplémentaires. Contrairement au Groupe des sénateurs indépendants (GSI) et au Groupe des sénateurs canadiens nouvellement formé, qui imposent des interdictions ou des limites, respectivement, aux activités partisanes extérieures, il n'a pas été mentionné que le nouveau GPS aurait des limites similaires. Cependant, Day a confirmé que, comme les deux groupes susmentionnés, le GPS n'aurait pas de ligne de parti, et les conditions d'adhésion incluaient l'adhésion à des valeurs politiques " progressistes ", le soutien de la Charte canadienne des droits et libertés et le soutien à une nouvelle relation avec les peuples autochtones du Canada. Depuis cette dissolution, le 14 novembre 2019, le Sénat canadien n'a plus de sénateur libéral pour la première fois depuis la création de la Confédération canadienne en 1867 Le sénateur Terry Mercer, ancien président du caucus libéral du Sénat, a été confirmé en tant que chef adjoint du GPS. Le sénateur Percy Downe a été nommé whip / facilitateur intérimaire du GPS.
Le 18 novembre 2019, Percy Downe est parti rejoindre le Groupe des sénateurs canadiens. Comme le départ de Downe a fait chuter le classement du GPS en dessous du minimum de 9 membres requis pour être reconnu en tant que caucus, le GPS a perdu son statut officiel et n'est pas éligible pour les privilèges associés à un groupe parlementaire officiel.
Le chef du GPS par intérim, Joseph Day, a déclaré après la défection de Downe que le groupe ne serait pas dissous malgré sa perte de statut officiel et qu'il espérait recruter des membres supplémentaires,,.
Le 19 décembre 2019, le groupe procède à l'élection de Jane Cordy (en) comme leader. Elle mènera le caucus à regagner ton statut officiel moins d'un an plus tard en mai 2020 avec l'addition de trois sénateurs, soit Patricia Bovey (en), Peter Harder (en) et Pierre Dalphond.

## Direction
- Le sénateur Pierre Dalphond - Leader[9]
- La sénatrice Judy White - Leader adjointe[9]
- La sénatrice Wanda Thomas Bernard - Agente de liaison[9]
- La sénatrice Amina Gerba - Présidente du caucus[10]

## Voir également
- Groupe des sénateurs canadiens
- Groupe des sénateurs indépendants